# Janet Jackson's Rhythm Nation 1814
Janet Jackson's Rhythm Nation 1814 is het vierde studioalbum van Janet Jackson, uitgebracht op 19 september 1989 door A&M Records. De platenmaatschappij wilde eigenlijk dat Jackson hetzelfde soort muziek zou maken als haar vorige plaat Control ('86). Maar zij koos ervoor om een 'concept album' te maken over de hedendaagse problematiek in de wereld. Opnieuw werkte ze samen met Jimmy Jam & Terry Lewis en kreeg inspiraties door het nieuws te kijken. Hierdoor kwamen nummers als "State of the World", "The Knowledge" en de titelsong "Rhythm Nation". Ze werd door dit soort nummers een voorbeeld voor vele tieners over de gehele wereld.
Swingbeat, R&B, dance waren allemaal te vinden op het album. Het album kreeg hierdoor enorme diversiteit. Het begin was hard, ruig en dansbaar terwijl het album tegen het einde zachte ballads had. Het album kreeg goede kritieken en werd gezien als een van de hoogtepunten in haar carrière. De tournee die in 1990 volgde werd de succesvolste debuuttournee in de geschiedenis.
Het album werd haar tweede album dat in de Amerikaanse Billboard 200 de top bereikte. De zeven singles die uitgebracht werden: Miss You Much, Rhythm Nation (beide uit 1989), Escapade, Alright, Come Back to Me, Black Cat (alle vier uit 1990) en Love Will Never Do (Without You) ('91), bereikten allemaal de top 5 van de Billboard Hot 100. Jackson was de eerste en is vooralsnog de enige artiest die dit voor elkaar kreeg. Ook is het het enige album dat in drie verschillende kalenderjaren nummer 1-hits wist te scoren: 1989, 1990 (2×) en 1991. De RIAA certificeerde het album zesmaal met platina en heeft wereldwijd 14 miljoen verkochte exemplaren. Volgens het tijdschrift Rolling Stone behoort het album tot The 500 Greatest Albums of All Time. Het heeft ook een vermelding gekregen in het boek 1001 Albums You Must Hear Before You Die.

## Composities
Alle muziek en teksten zijn geschreven door Janet Jackson, tenzij anders aangegeven. 
| 1.                 | Interlude: Pledge                                          | 0:47 |
| 2.                 | Rhythm Nation (Janet Jackson/James Harris III/Terry Lewis) | 5:31 |
| 3.                 | Interlude: T.V.                                            | 0:22 |
| 4.                 | State of the World (Jackson/Harris/Lewis)                  | 4:48 |
| 5.                 | Interlude: Race                                            | 0:05 |
| 6.                 | The Knowledge (Harris/Lewis)                               | 3:54 |
| 7.                 | Interlude: Let's Dance                                     | 0:03 |
| 8.                 | Miss You Much (Harris/Lewis)                               | 4:12 |
| 9.                 | Interlude: Come Back Interlude                             | 0:21 |
| 10.                | Love Will Never Do (Without You) (Harris/Lewis)            | 5:50 |
| 11.                | Livin' in a World (They Didn't Make) (Harris/Lewis)        | 4:41 |
| 12.                | Alright (Jackson/Harris/Lewis)                             | 6:26 |
| 13.                | Interlude: Hey Baby                                        | 0:10 |
| 14.                | Escapade (Jackson/Harris/Lewis)                            | 4:44 |
| 15.                | Interlude: No Acid                                         | 0:05 |
| 16.                | Black Cat (Jackson)                                        | 4:50 |
| 17.                | Lonely (Harris/Lewis)                                      | 4:59 |
| 18.                | Come Back to Me (Jackson/Harris/Lewis)                     | 5:33 |
| 19.                | Someday Is Tonight (Jackson/Harris/Lewis)                  | 6:00 |
| 20.                | Interlude: Livin'...In Complete Darkness                   | 1:07 |
| Totale duur: 64:28 |                                                            |      |